# 朗德角
61°56′S 58°28′W / 61.933°S 58.467°W
朗德角（英語：Round Point）是南極洲的海岬，位於南設得蘭群島的喬治王島北岸，處於福爾斯朗德角以西22公里，東北面是凱利克島，西北面是塔爾塔爾島，現時由南極條約體系管理。